# ザンクト・ヨーハン・イム・ポンガウ郡

ザンクト・ヨーハン・イム・ポンガウ郡
Bezirk St. Johann im Pongau

ザンクト・ヨーハン・イム・ポンガウ郡（ザンクト・ヨーハン・イム・ポンガウぐん、独: Bezirk St. Johann im Pongau）、通称ポンガウ（独: Pongau）は、オーストリアのザルツブルク州にある郡（Bezirk; 行政管区とも訳される）。郡庁所在地はザンクト・ヨーハン・イム・ポンガウ。
ザルツブルク州の中央に位置する。北でハライン郡（テンネンガウ）と、北東でオーバーエスターライヒ州のグムンデン郡と、東でシュタイアーマルク州のリーツェン郡と、南東でタムスヴェーク郡（ルンガウ）と、南でケルンテン州のシュピッタール・アン・デア・ドラウ郡と、西でツェル・アム・ゼー郡（ピンツガウ）と接する。また北西にはわずかにドイツ・バイエルン州との国境がある。
ザンクト・ヨーハン・イム・ポンガウ郡には以下の25の市町村（Gemeinde; ゲマインデ）がある。そのうちザンクト・ヨーハン・イム・ポンガウとビショフスホーフェンおよびラートシュタットが市（Stadt）に、7つが町（Marktgemeinde; 市場町）に指定されている。
- アルテンマルクト・イム・ポンガウ Altenmarkt im Pongau （町）
- バート・ガスタイン Bad Gastein
- バート・ホーフガスタイン Bad Hofgastein （町）
- ビショフスホーフェン Bischofshofen （市）
- ドルフガスタイン Dorfgastein
- エーベン・イム・ポンガウ Eben im Pongau
- フィルツモース Filzmoos
- フラッハウ Flachau
- フォルスタウ Forstau
- ゴルデック Goldegg
- グロースアルル Großarl （町）
- ヒュッタウ Hüttau
- ヒュットシュラーク Hüttschlag
- クラインアルル Kleinarl
- ミュールバッハ・アム・ホッホケーニヒ Mühlbach am Hochkönig
- プファルヴェルフェン Pfarrwerfen
- ラートシュタット Radstadt （市）
- ザンクト・ヨーハン・イム・ポンガウ St. Johann im Pongau （市）
- ザンクト・マルティン・アム・テンネンゲビルゲ St. Martin am Tennengebirge
- ザンクト・ファイト・イム・ポンガウ St. Veit im Pongau （町）
- シュヴァルツァッハ・イム・ポンガウ Schwarzach im Pongau （町）
- ウンタータウエルン Untertauern
- ヴァークライン Wagrain （町）
- ヴェルフェン Werfen （町）
- ヴェルフェンヴェング Werfenweng